# Barastrotia metalophota
Barastrotia metalophota là một loài bướm đêm trong họ Noctuidae.